# Buerup Sogn
Buerup Sogn ist eine Kirchspielsgemeinde (dän.: Sogn) auf der dänischen Insel Seeland.
Bis 1970 gehörte sie zur Harde Løve Herred im damaligen Holbæk Amt, danach zur Høng Kommune im Vestsjællands Amt, die wiederum im Zuge der Kommunalreform zum 1. Januar 2007 in der erweiterten Kalundborg Kommune in der Region Sjælland aufgegangen ist.

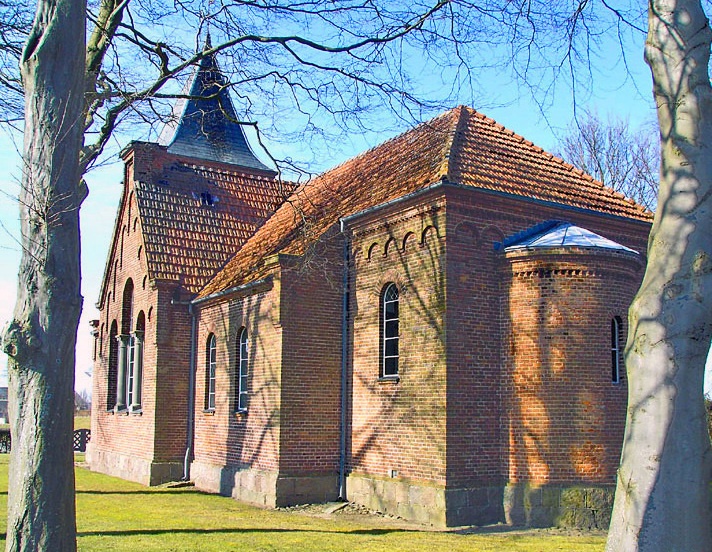
Buerup kirke

Am 1. Januar 2023 lebten 512 Einwohner im Kirchspiel, die „Buerup Kirke“ liegt auf dem Gebiet der Gemeinde.
Nachbargemeinden sind im Südosten Reerslev Sogn, im Süden Sæby Sogn und im Nordwesten Jorløse Sogn, sowie auf dem Gebiet der Holbæk Kommune im Norden und Osten Holmstrup Sogn. Im Südwesten grenzt das Kirchspiel an den Tissø.
Das Doppelganggrab von Kattrup weist auf eine prähistorische Besiedlung.